# Spirobranchus giganteus
Il verme albero di Natale (Spirobranchus giganteus Pallas, 1766) è un anellide policheta della famiglia Serpulidae.

## Distribuzione e habitat
Oceano Indiano, Mar Rosso, su madrepore o coralli di fuoco.

## Descrizione
La caratteristica più visibile di questo polichete sono le coloratissime branchie che si avvolgono a spirale: il nome comune di questo anellide deriva infatti dalla sua somiglianza con un albero di Natale addobbato. La parte inferiore del tubo calcareo, a sezione triangolare, viene inserito all'interno di un foro che l'animale scava nella madrepora.
Il colore del ciuffo branchiale è variabilissimo: vi sono esemplari rossi, bianchi, blu o di più colori.

## Biologia
Si nutre di plancton che viene filtrato tramite le branchie. Qualsiasi vibrazione o variazione luminosa o di pressione causa il ritrarsi del verme all'interno del tubo calcareo.

## Curiosità
Questa specie è stata presa come spunto per una delle specie autoctone della luna Pandora nel film Avatar, ma in dimensioni molto più grandi di quelle della realtà.

## Galleria d'immagini

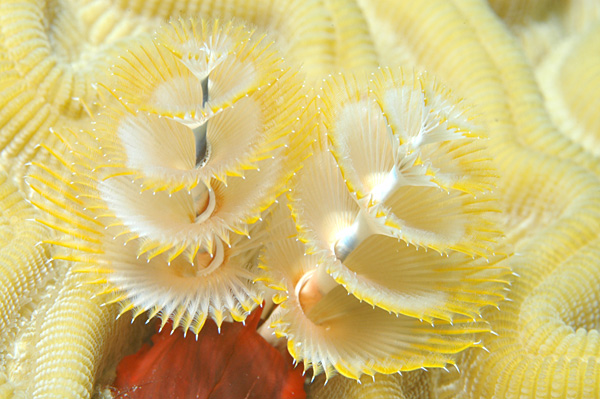
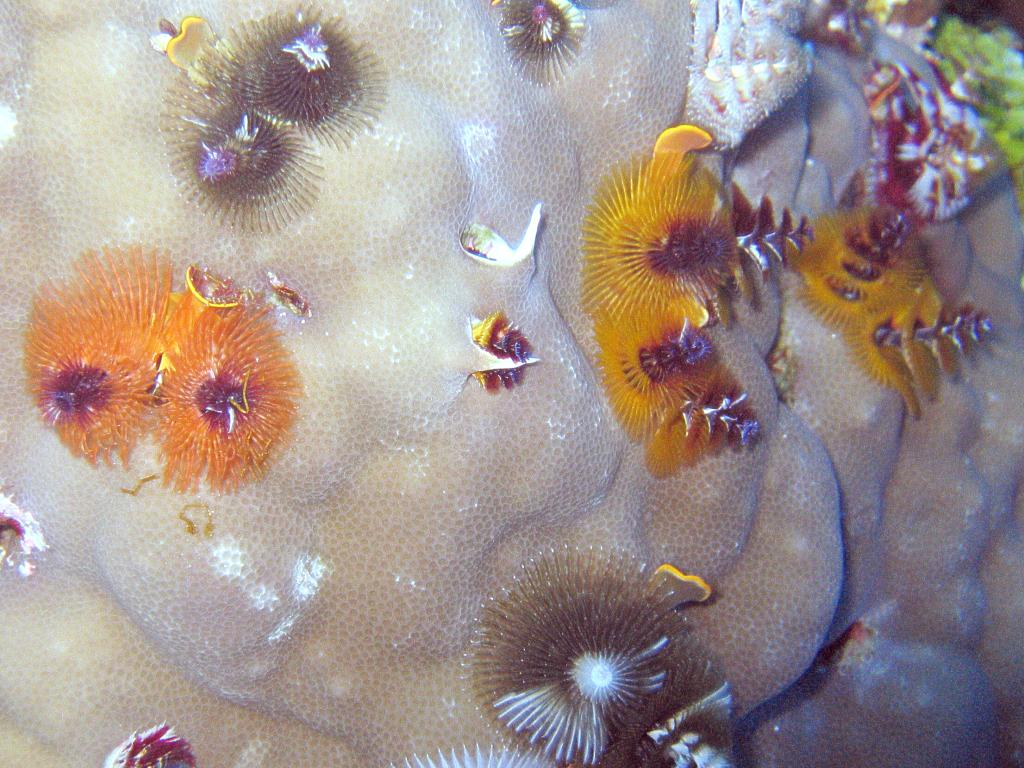
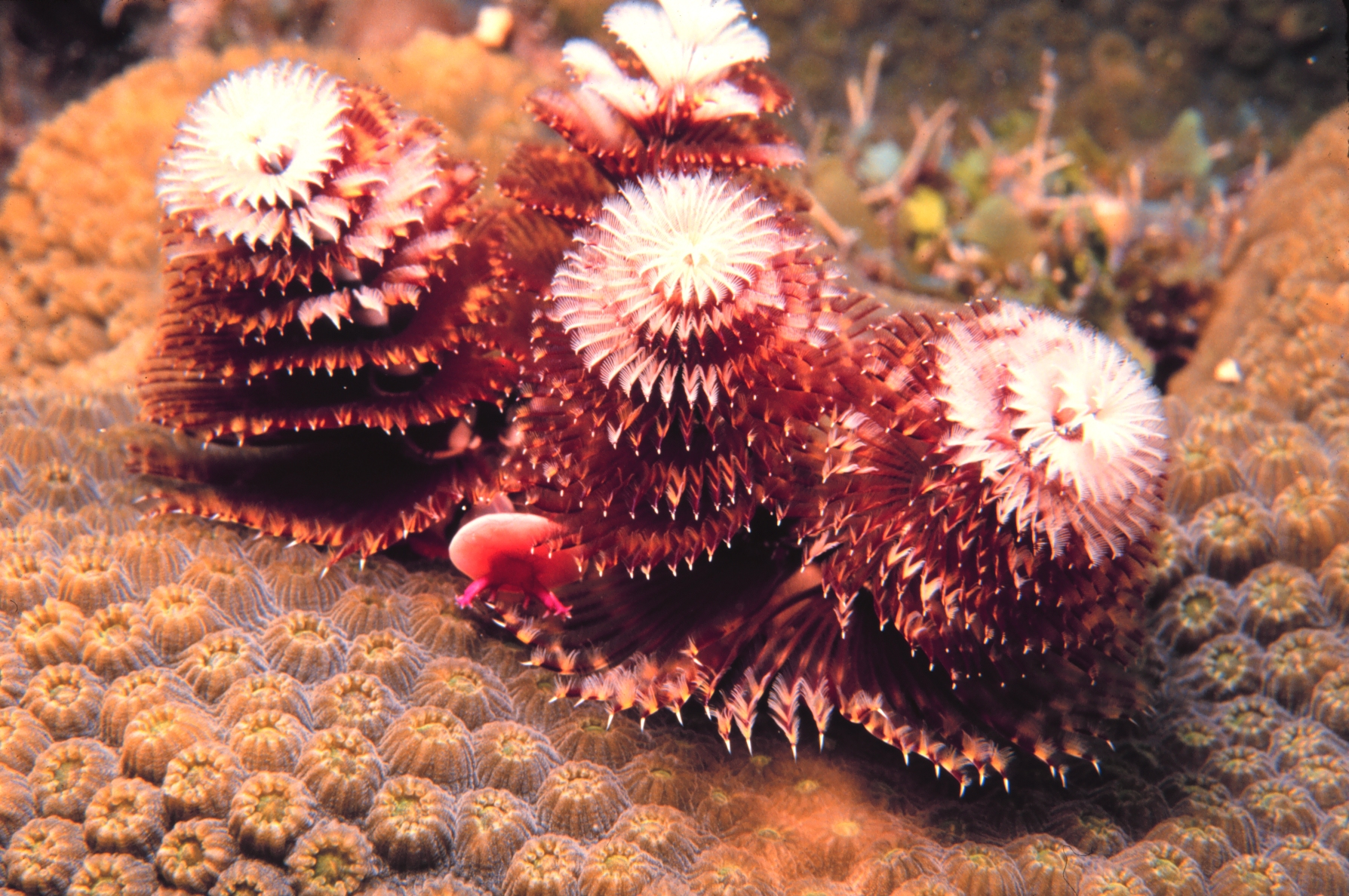
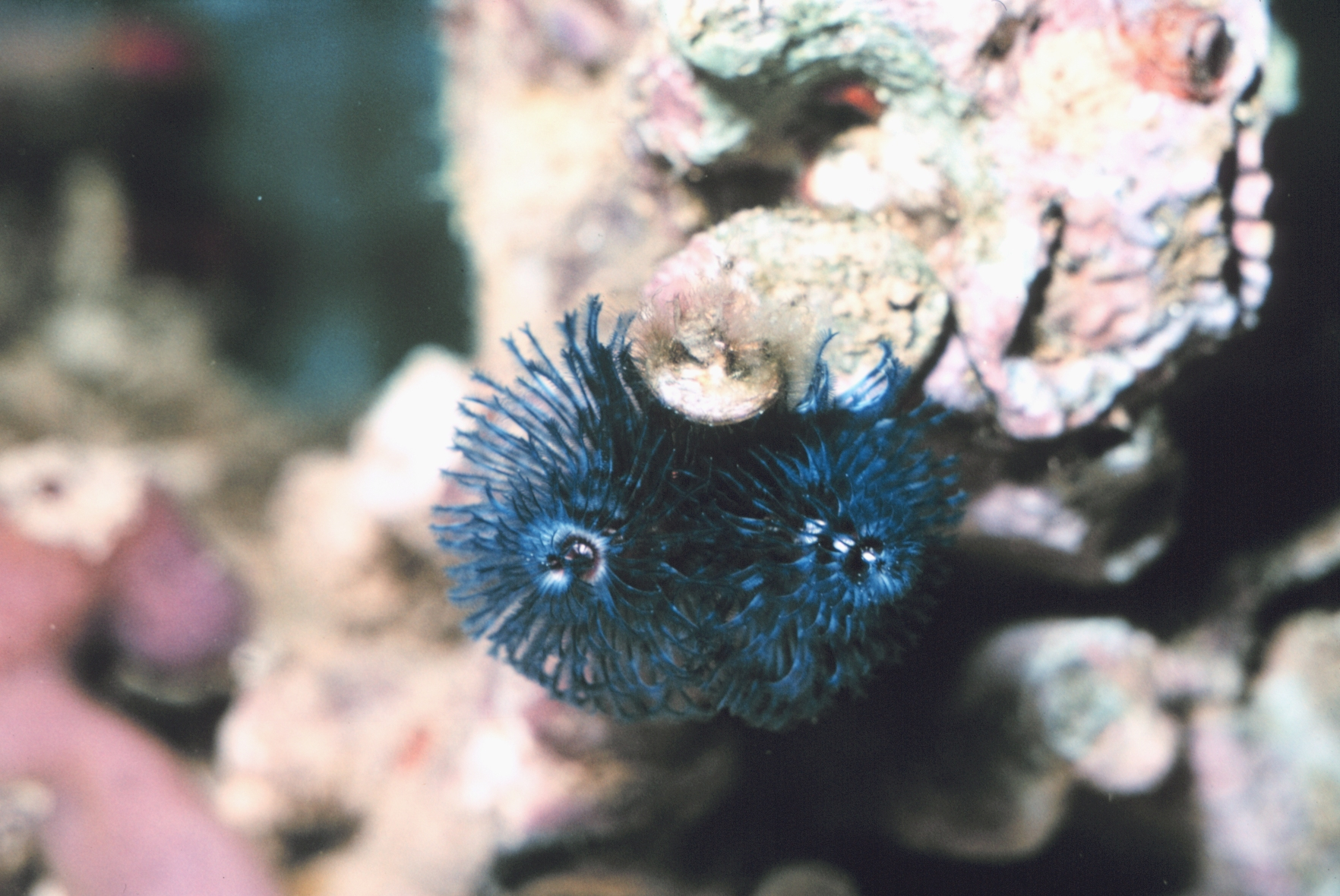